# Isle of Anglesey Coastal Path
Isle of Anglesey Coastal Path – szlak turystyczny pieszy o długości 200 km, biegnący wokół wyspy Anglesey w Walii. Szlak jest częścią 1400-kilometrowego szlaku wzdłuż wybrzeży Walii – Wales Coast Path, otwartego oficjalnie w maju 2012 roku.
Projekt odpowiadający na zwiększone zainteresowanie turystyką pieszą wzdłuż wybrzeży morskich został sfinansowany w ramach funduszy strukturalnych polityki regionalnej Unii Europejskiej (Objective 1) i powstał przy udziale agencji Menter Môn i hrabstwa Anglesey. Jego koszt wyniósł 1,4 mln funtów. Trasa została otwarta 9 czerwca 2006 roku przez byłego pierwszego ministra Walii Rhodri Morgana, członka Walijskiego Zgromadzenia Narodowego.
Według oficjalnych przewodników trasa rozpoczyna się i kończy w Holyhead, biegnie wzdłuż wybrzeża w kierunku przeciwnym do ruchu wskazówek zegara, zataczając pełną pętlę wokół wyspy. Są tylko dwa wyjątki, gdy droga nie prowadzi wybrzeżem, tj. kiedy trzeba ominąć ujście rzeki Afon Alaw między Llanfachraeth i Llanynghenedl oraz teren osiedla Plas Newydd. Trasa jest dobrze oznakowana na całej swojej długości i biegnie istniejącą siecią dróg, czasem korzystając z tzw. prawa (użyczenia) drogi (ang. rights of way). Prowadzi przez tereny o szczególnie pięknym naturalnym krajobrazie tzw. Area of Outstanding Natural Beauty. Cały szlak można przejść w zaledwie cztery dni, ale zwykle trwa to około 7-10 dni.
Trasa podzielona jest na 12 etapów:
- Holyhead – Porth Trwyn (Llanfaethlu)
- Porth Trwyn – Cemaes
- Cemaes – Amlwch
- Amlwch – Moelfre
- Moelfre – Pentraeth
- Pentraeth – Beaumaris
- Beaumaris – Moel-y-don
- Moel-y-don – Llyn Rhos Du
- Llyn Rhos Du – Aberffraw
- Aberffraw – Four Mile Bridge
- Four Mile Bridge – Trearddur
- Trearddur – Valley